# Feliciano Ninguarda

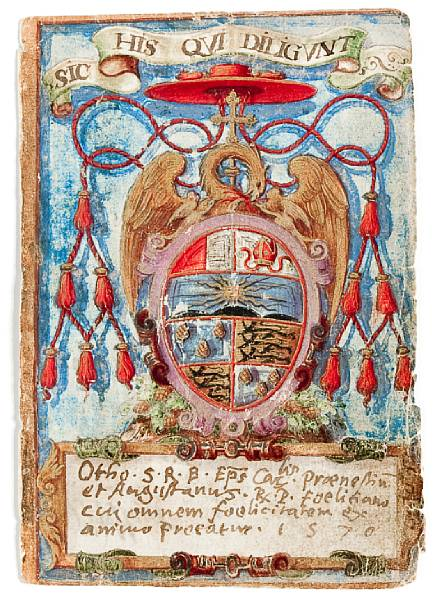
Seite aus dem Stammbuch des Feliciano Ninguarda, hier: Wappen des Kardinals Otto von Waldburg (1570)

Felizian Ninguarda OP (* 1524 in Morbegno; † 5. Juni 1595 in Como) war Bischof von Scala, Sant’Agata de’ Goti und Como, Statthalter im Hochstift Regensburg und Apostolischer Nuntius für Oberdeutschland.

## Biografie
Feliciano Ninguarda war der Sohn eines Hauptmanns im Herzogtum Mailand und trat 1549 in den Dominikanerorden ein. Er zählt zu den ausdauernden Kräften der Gegenreformation; als Domprediger von Salzburg vertrat er 1562 den Erzbischof von Salzburg auf dem Konzil von Trient. Er genoss das Vertrauen Papst Gregors XIII. So wirkte er von 1577 bis 1583 als Bischof von Scala bei Amalfi. 1578 bis 1583 war er als Nuntius in Süddeutschland tätig; am 13. Juni 1580 ernannte ihn der Papst zum Statthalter des Hochstifts Regensburg. Dort vertrat er den erst dreijährigen Fürstbischof Philipp von Bayern, mit dem man sich eine Bindung des verschuldeten Hochstifts an das Herzogtum Bayern erhoffte, um sich auch gegen das vorwiegend protestantische Regensburg behaupten zu können. Ninguarda hatte sich bereits seit 1574 als päpstlicher Visitator im Bistum Regensburg aufgehalten, wo er von den Landgrafen von Leuchtenberg gebührend aufgenommen wurde. Als Nuntius reiste er durch Bayern, Österreich und die Schweiz.
1583 bis 1588 war Feliciano Ninguarda Bischof von Sant’Agata de’ Goti (Benevento) und dann bis 1595 Bischof von Como.

## Werke
- Libri Agendorum secundum antiquum usum Metropolitanae Salisburgensis Ecclesiae, nunc recens recogniti, & ab omnibus mendis purgati atque aucti. Pars prima et pars secunda. Sebald Mayer (Drucker), Dillingen 1575.